# Mu (lettre grecque)
Cette page contient des caractères spéciaux ou non latins. S’ils s’affichent mal (▯, ?, etc.), consultez la page d’aide Unicode.
Pour les articles homonymes, voir MU.
Mu, ou my (capitale Μ, minuscule μ ; en grec μι ou μυ), est la douzième lettre de l'alphabet grec, précédée par lambda et suivie par nu. Dérivée de la lettre mem  de l'alphabet phénicien, elle est l'ancêtre de la lettre M de l'alphabet latin et de la lettre М de l'alphabet cyrillique.

## Usage
En grec moderne et en grec ancien, la lettre mu représente une consonne occlusive nasale bilabiale voisée [m].
Dans le système de numération grecque, mu vaut 40, par exemple ‹ μʹ › représente le nombre 40.
La lettre mu minuscule, µ, est utilisée comme symbole dans de nombreuses disciplines. Elle sert entre autres à noter le préfixe micro, représentant un millionième, 10−6, et désigne le muon en physique des particules. La forme majuscule de la lettre n'est généralement pas utilisée car elle est quasiment identique à la lettre latine M.

## Histoire

### Origine
La lettre mu tire son origine de la lettre correspondante de l'alphabet phénicien, . Celle-ci provient peut-être de l'alphabet protosinaïtique, une écriture utilisée dans le Sinaï il y a plus de 3 500 ans, elle-même probablement dérivée de certains hiéroglyphes égyptiens ; le hiéroglyphe sur lequel la lettre phénicienne est basée signifierait « eau » . L'alphabet phénicien atteint une forme plus ou moins standard vers le XIe siècle av. J.-C. Sa 13e lettre est une consonne (l'alphabet phénicien est un abjad qui ne note pas les voyelles) correspondant probablement au son [m].
La lettre correspondante de l'alphabet sudarabique est , m, correspondant à la lettre መ, mä, de l'alphasyllabaire guèze. Dans les alphabets sémitiques, la lettre phénicienne a conduit au syriaque ܡ, à l'hébreu מ, à l'araméen 𐡌, à l'arabe ﻡ et au berbère ⵎ.

### Alphabets archaïques

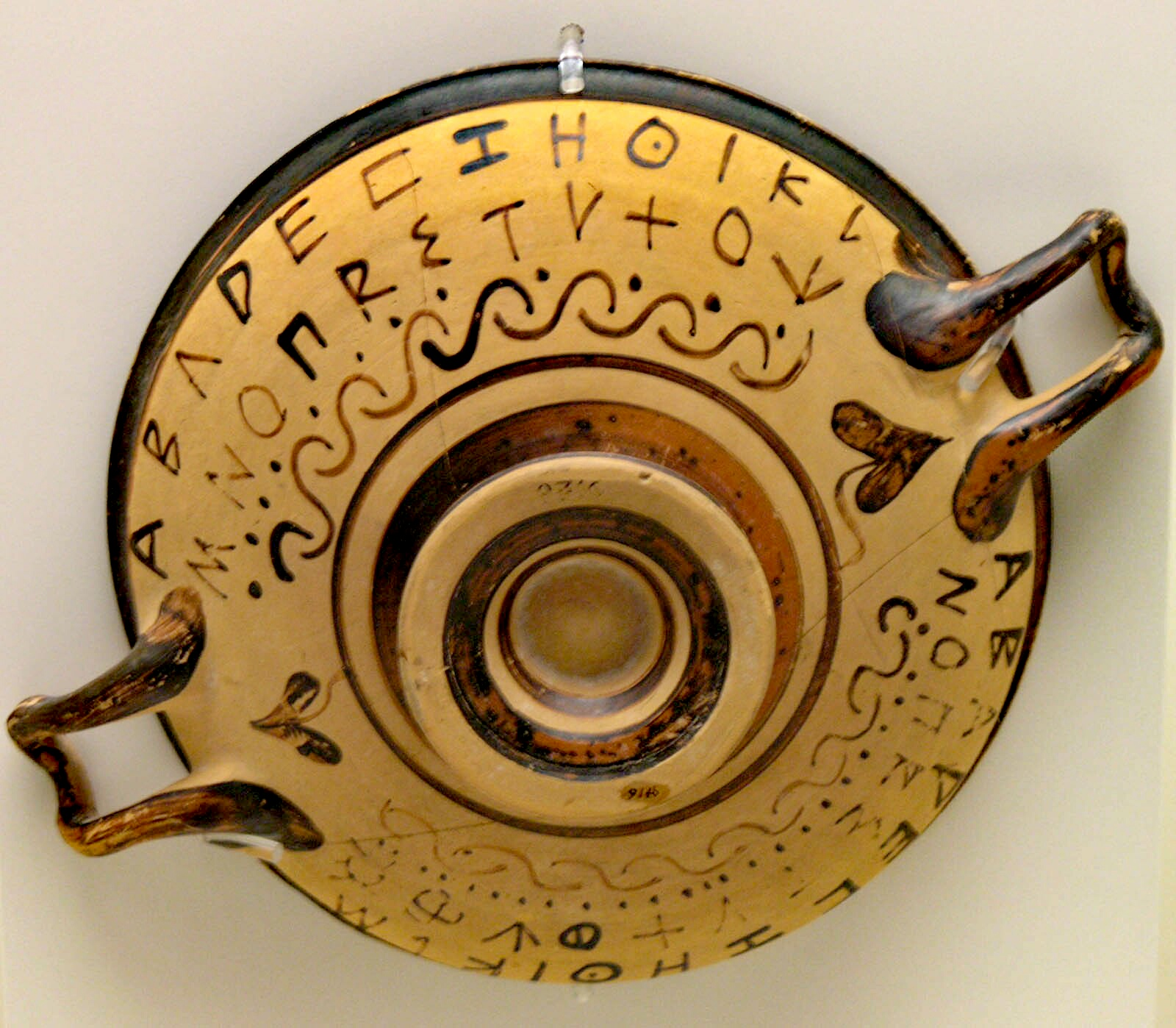
Alphabet grec peint sur la panse d'une coupe attique à figures noires.

L'alphabet grec dérive directement de l'alphabet phénicien. Sa 13e lettre devient la 13e de l'alphabet grec (la lettre archaïque digamma, abandonnée depuis, s'intercalant en 6e position). Elle note le son [m].
Les différents alphabets grecs archaïques utilisent des formes diverses pour la lettre :
- (Mégare)
- (Laconie)
- (Cnide, Délos, Ionie, Ithaque, Milos, Naxos, Paros, Rhodes, Santorin)
- (Argos, Tirynthe)
- (Achaïe, Arcadie, Attique, Béotie, Corinthe, Égine, Eubée, Sicyone, Thessalie)
- (Crète)
- (Crète)

Certaines écritures locales utilisent la lettre san au lieu du sigma pour noter le son /s/ et sa forme ressemble à celle du mu : Ϻ. Les alphabets qui font usage du san écrivent le M avec une barre à gauche qui descend plus bas que celle de droite ; cette caractéristique est d'ailleurs distinctive de ces variétés d'alphabets.

### Évolution
La forme actuelle de la lettre provient de l'alphabet utilisé en Ionie, qui est progressivement adopté par le reste du monde grec antique (Athènes passe un décret formel pour son adoption officielle en 403 av. J.-C. ; son usage est commun dans les cités grecques avant le milieu du IVe siècle av. J.-C.). Avec l'abandon du digamma, la lettre prend la 12e position de l'alphabet.
L'alphabet grec reste monocaméral pendant longtemps. Les formes minuscules proviennent de l'onciale grecque, une graphie particulière créée à partir de la majuscule et de la cursive romaine vers le IIIe siècle et adaptée à l'écriture à la plume, et sont créées vers le IXe siècle. Pendant la Renaissance, les imprimeurs adoptent la forme minuscule pour les polices bas-de-casse, et modèlent les lettres capitales sur les formes des anciennes inscriptions, conduisant le grec à devenir bicaméral.

### Nom
Tout comme la plupart des noms des autres lettres, « mu » ne signifie rien de particulier en grec et n'est qu'un emprunt direct au nom de la lettre en phénicien. Il est supposé que le nom de la lettre phénicienne correspondante signifierait « eau ».
En grec, la lettre est appelée μι (mi), prononcée /ˈmi/. En grec ancien, la lettre est appelée μῦ (mû), prononcée /ˈmŷː/.

### Dérivés
L'alphabet étrusque est dérivé de l'alphabet grec employé en Eubée — alphabet que les Étrusques apprennent à Pithécusses (Ischia), près de Cumes. L'alphabet latin descend directement de l'alphabet étrusque ; le mu conduit ainsi à la lettre M.
Dans l'alphabet cyrillique, le mu donne naissance à la lettre em, М.
Dans l'alphabet copte, la lettre conduit à la lettre mē, Ⲙ.
Il est possible que l'alphabet arménien dérive de l'alphabet grec. Dans ce cas, le men, Մ, dériverait du mu.

Mem phénicien
Mu épigraphique grec
Mu grec majuscule moderne
Écriture onciale
Variantes cursives
Variantes minuscules
Mu grec minuscule moderne
M étrusque
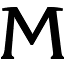
M romain
Em cyrillique
Mē copte

## Codage
La majuscule Μ possède les codages suivants :
- Unicode : U+x039C
- Entité HTML : &Mu;
- TeX : \Mu ; {\displaystyle \mathrm {M} }
- DOS Greek : 139
- DOS Greek-2 : 183
- Windows-1253 : 204

La minuscule μ possède les codages suivants :
- Unicode : U+x03BC
- Entité HTML : &mu;
- TeX : \mu ; {\displaystyle \mu }
- DOS Greek : 163
- DOS Greek-2 : 230
- Windows-1253 : 236

Du fait de l'usage courant de la minuscule comme préfixe du Système international d'unités, il existe le symbole micro µ, codé distinctement de la minuscule grecque μ :
- Unicode : U+00B5
- Entité HTML : &micro;

Le tableau suivant recense les différents caractères Unicode utilisant le mu :
| Caractère | Représentation | Code    | Bloc Unicode                           | Nom Unicode                                                |
| --------- | -------------- | ------- | -------------------------------------- | ---------------------------------------------------------- |
| μ         | μ              | U+03BC  | Grec et copte                          | Lettre minuscule grecque mu                                |
| Μ         | Μ              | U+039C  | Grec et copte                          | Lettre majuscule grecque mu                                |
| µ         | µ              | U+00B5  | Commandes C1 et supplément Latin-1     | Symbole micro                                              |
| 𝚳         | 𝚳              | U+1D6B3 | Symboles mathématiques alphanumériques | Majuscule mathématique grasse mu                           |
| 𝛍         | 𝛍              | U+1D6CD | Symboles mathématiques alphanumériques | Minuscule mathématique grasse mu                           |
| 𝛭         | 𝛭              | U+1D6ED | Symboles mathématiques alphanumériques | Majuscule mathématique italique mu                         |
| 𝜇         | 𝜇              | U+1D707 | Symboles mathématiques alphanumériques | Minuscule mathématique italique mu                         |
| 𝜧         | 𝜧              | U+1D727 | Symboles mathématiques alphanumériques | Majuscule mathématique italique grasse mu                  |
| 𝝁         | 𝝁              | U+1D741 | Symboles mathématiques alphanumériques | Minuscule mathématique italique grasse mu                  |
| 𝝡         | 𝝡              | U+1D761 | Symboles mathématiques alphanumériques | Majuscule mathématique grasse sans empattement mu          |
| 𝝻         | 𝝻              | U+1D77B | Symboles mathématiques alphanumériques | Minuscule mathématique grasse sans empattement mu          |
| 𝞛         | 𝞛              | U+1D79B | Symboles mathématiques alphanumériques | Majuscule mathématique italique grasse sans empattement mu |
| 𝞵         | 𝞵              | U+1D7B5 | Symboles mathématiques alphanumériques | Minuscule mathématique italique grasse sans empattement mu |